# Ari Ólafsson
Ari Ólafsson (født 21. august 1998) er en islandsk sanger, som repræsenterede Island ved Eurovision Song Contest 2018 med"Our Choice". Han kom på sidstepladsen i første semifinale, og derfor kvalificerede han sig ikke til finalen.